# Hoa bảy cánh thần kỳ (phim hoạt hình)
Hoa bảy cánh thần kỳ (phỏng dịch từ tiếng Nga: Цветик-семицветик) là một phim hoạt hình Liên Xô do hãng Soyuzmultfilm sản xuất vào năm 1948. Phim dựa theo truyện ngắn của nhà văn Valentin Katayev.

## Nội dung
Bà tiên tặng cho cô bé Zhenya một bông hoa thần kỳ có bảy cánh ứng với bảy điều ước. Muốn điều gì biến thành sự thật, chỉ cần bứt một cánh hoa và nói lên mong muốn. Sáu cánh hoa bị cô bé dùng lãng phí vào những điều rất trẻ con như ước đồ chơi hay ước bình hoa đã vỡ được lành lại để không bị mẹ mắng. Chỉ đến cánh hoa cuối cùng thì cô mới dùng vào một việc thực sự có ích, đó là khi cô ước cho một cậu bé khuyết tật về chân có thể đi lại được bình thường. Thấy Zhenya khóc vì không còn cánh hoa nào, bà tiên lại xuất hiện và giúp cô trồng một cây hoa bảy cánh thần kỳ khác.

## Giải thưởng
- 1949 - Giải Phim hay nhất dành cho thiếu nhi tại Liên hoan phim quốc tế lần thứ IV ở Mariánské Lázně, Tiệp Khắc.